# Jan Klecanda
Jan Klecanda (5. března 1855 Praha – 15. května 1920, Praha) byl český učitel, spisovatel a novinář. V letech 1883-1887 působil jako ředitel české matiční školy v Teplicích. Po návratu do Prahy založil časopis Vyšehrad s přílohou Svatvečer (1887-95 a 1897-1900), zaměřený na poučení a zábavu venkovských čtenářů, a otiskoval v něm své literární práce. Pořádal poučné a agitační přednášky, angažoval se v mladočeské straně, pomáhal organizovat spolky na podporu české menšiny v pohraničí. Jeho tvorba, převážně zachycující mezilidské vztahy na vesnici, sociální a národnostní boje dělníků a život vojáků základní služby se vyznačuje silnou výchovnou a vlasteneckou tendencí a má charakter lidové četby bez vyšších uměleckých ambicí; oceňovaná byla ale také např. jeho kronika rusko-japonské války z r. 1905. Současníci si ho vážili pro obětavou drobnou práci ve prospěch národa; za zásluhy byl pohřben na vyšehradském Slavíně.

## Biografie

### Mládí, studium a vojenská služba
Narodil se 5. března 1855 v Praze jako syn rukavičkáře Antonína Klecandy (1822-1903) původem z Jistebnice a jeho manželky Antonie rozené Pichlerové (1822-1886). Chodil do obecné školy u sv. Jindřicha a pak na hlavní školu Budeč. Vyšší reálku absolvoval v 15 letech, poté studoval čtyři roky na polytechnice. Ještě během studia pracoval u stavitele Martina, kdysi rovněž literárně činného (redaktor Lumíra). 
Roku 1875 byl odveden do armády, kde ho brzy zaměstnali jako učitele češtiny, krasopisu a kreslení na kadetní škole v Linci. Po zrušení této školy pak pro armádu pracoval jako kreslič ve Vídni a Klosterneuburgu a spolupracoval při vydávání Technického reglementu pro c. k. technické sbory.

### Učitelské působení
Roku 1878 nebo 1879 se vrátil do Prahy a stal se prozatímním učitelem na Smíchově. Složil zkoušky pro školy obecné a měšťanské. V březnu 1882 získal místo na škole u sv. Jiljí.
Roku 1883 byl jmenován řídícím učitelem obecné školy Ústřední matice školské (ÚMŠ) v Teplicích. Ve volném čase se věnoval organizaci české menšiny. Neúnavně objížděl vesnice, přednášel a agitoval. Například 6. dubna 1884 uskutečnil v Chomutově přednášku „Historie — učitelka národů“. Roku 1885 byl mezi spoluzakladateli Národní jednoty severočeské, k nelibosti teplických Němců, kteří odmítali ostrý protigermanizační kurs tohoto spolku. V roce 1886 spoluorganizoval setkání matičních učitelů v Praze a neúspěšně se pokoušel o založení českých škol v Trnovanech u Teplic  a Pozorce u Dubí. Místní Češi mu říkali „náš apoštol“.
K závažnému incidentu došlo počátkem roku 1887. 5. ledna vydal místní list Teplitz-Schönauer Anzeiger seznam signatářů petice za založení českojazyčné státní školy v Teplicích. Dvacet z nich v příštím čísle prohlásilo, že buď byly jejich podpisy zfalšovány, nebo se podepsali omylem a školu podporovat nechtějí. Klecanda se ve vydání z 12. ledna bránil poukazem na to, že noviny zaměnily dva dokumenty, které dodal na úřad: skutečnou petici a seznam rodičů žáků jím vedené matiční školy. Redakci nicméně nepřesvědčil.  Událost měla ohlas i v dalším německojazyčném tisku.
V únoru 1887 byl pro následující pololetí zproštěn povinnosti vyučovat a v srpnu téhož roku vystoupil ze služeb ÚMŠ, a to ze zdravotních důvodů. Jeho nástupcem na ředitelském místě se stal František Krištůfek.

### Novinářem a spisovatelem
Klecanda byl rozený literát. Publikoval už jako student ve školním časopise Rhapsodie a v Humoristických listech. Později jako stavitelský asistent uveřejnil čtyři povídky (Následky lehkovážnosti, Rodina psancova, Odměna poctivosti a Cesta k samostatnosti) v Besedách mládeže pod pseudonymem J. K. Táborský. Vedle toho mu tiskli drobné povídky pro mládež a básně v časopisech Budečská zahrada, Naší mládeži, Paleček, Obrazy života, Český jih aj., rovněž pod pseudonymy (např. Táborský a Stříbrský; používal ale také pseudonymy Kalina, Kopřiva a Juvenal. Během vojenské služby ve Vídni uveřejnil v německých novinách několik národnostně smířlivých novel. Od roku 1882 už přispíval převážně pod vlastním jménem. V letech 1882-1888 úzce spolupracoval se Šimáčkovým Poslem z Prahy, pro nějž napsal asi 30 povídek a jeden román (Bludičky).
Jádrem jeho novinářské činnosti se stal časopis Vyšehrad s kulturní přílohou Svatvečer, který začal vydávat roku 1887 po návratu z Teplic do Prahy. Inspiraci a počáteční pomoc mu poskytl někdejší profesor z reálky Petr Mužák s manželkou Karolinou Světlou. Uveřejňoval tam politické úvahy, fejetony, povídky, romány a populárně naučné články, podporoval národní uvědomění a organizování občanů. Stinnou stránkou tohoto časopisu bylo ovšem otiskování článků s antisemitskou tendencí, zejména kolem roku 1897, kdy se Klecanda krátce angažoval v podobně orientované Národní obraně (viz sekci Politickým řečníkem). Odběrateli byli převážně chudší venkovští čtenáři, např. v Podkrkonoší a Pošumaví. Vyšehrad byl velmi levný a obsažný, politickým zaměřením radikálně mladočeský, opozičně bojovný. Roku 1895 byl úředně zastaven z důvodu ohrožení veřejného pořádku.
Klecanda se pak přestěhoval do Pardubic, kde krátce vydával Český venkov. Byl v té době rovněž obviněn z pobuřování, ale trestní stíhání bylo zastaveno a mohl se vrátit do Prahy, kde obnovil vydávání Vyšehradu. Časopis ale definitivně skončil po roce 1900, kdy zkrachovala tiskárna a Klecanda utrpěl velké finanční ztráty. Nezbylo mu než hledat zaměstnání u jiných vydavatelů. Poté, co odmítl nabídku staročeského listu Hlas národa, přijal místo redaktora Vilímkova sborníku Devatenácté století. V letech 1907-1908 byl odpovědným redaktorem Humoristických listů, kde se stal nástupcem jejich zakladatele J. R. Vilímka staršího. Rok také vedl agrární list Obrana zemědělců.
Po roce 1900 začaly u Vilímka vycházet jeho sebrané spisy, čímž se s jeho díly, do té doby rozptýlenými po časopisech, mohla seznámit široká veřejnost. Jeho knihy byly od té doby velmi žádané. (viz sekci Dílo).
V roce 1905 dokumentoval rusko-japonskou válku v Obrazovém zpravodaji z bojiště a na to téma napsal i kroniku Válka rusko-japonská. Poté publikační činnost znovu přerušil kvůli nervovému onemocnění.

### Politickým řečníkem
Zapojil se rovněž do politického boje mladočechů. Pořádal přednášky a vystupoval na schůzích. Například v únoru 1888 ve Vršovicích spolu s Josefem Heroldem na shromáždění protestoval proti návrhu novely školského zákona. Téhož roku přednášel na Vinohradech „O příčinách úpadku národa českého“ a v klubu jihočeských akademiků Štítný „O působení studentstva na českém jihu“. O rok později vystoupil např. ve spolku akademiků Krakonoš („O praktickém provádění účelu spolků krajinských“), na mladočeské schůzi v Chotěboři (o finančních otázkách rolnictva, daních, vztahu ke šlechtě) a v pražské českoslovanské obchodnické besedě („O příčinách úpadku národnosti české“). Z následujících let můžeme jmenovat např. přednášku „O utiskování Čechů v tak zv. uzavřeném území“ (Občanský klub na Smíchově 1891) a o politickém vzdělávání lidu (mladočeská schůze v Lišově 1894).
Některá jeho vystoupení měla nepříjemnou dohru. Například roku 1894 byly úředně zrušeny studentské organizace Spolek studujících z Jindřichova Hradce a okolí, Štítný a Budivoj poté, co na nich pronesl politický projev O poměrech studující mládeže. Předseda Budivoje byl navíc odsouzen za přestupek, protože pořádání této přednášky schválil, ačkoliv podle stanov byl jeho spolek nepolitický. Počátkem roku 1895 byla po jeho radikální agitaci rozpuštěna schůze v Jičíně.
Opakovaně také kandidoval ve volbách jako nezávislý, zpravidla i proti oficiálnímu mladočechovi, nikdy ale neuspěl. Například:
- Do českého zemského sněmu 1895 v Semilech — získal 21 hlasů, vítězný Černohorský 63[49]
- Do Říšské rady 1897 v Písku v 5. kurii — vypadl v prvním kole, kde získal 137 hlasů z 599 a umístil se třetí. Vítězem se ve druhém kole stal mladočech František Dostál.[50]
- V týchž volbách v Jičíně za venkovské obce — 13 hlasů oproti 365 pro Karla Kramáře[51]
- V doplňovacích volbách do českého zemského sněmu r. 1898 v Písku za venkovské obce — 175 hlasů oproti 228 pro Jana Rataje[52]
- V doplňovacích volbách do českého zemského sněmu r. 1899 v Březnici, Blatné a Mirovicích za venkovské obce — získal 6 hlasů, zatímco agrárník Novotný 155.[53]

Pro svou volební agitaci, zaměřenou proti oficiálnímu kandidátovi mladočechů (k nimž se jinak hlásil), byl někdy v tisku kritizován.
Roku 1897 se stal spoluzakladatelem a místopředsedou radikálně nacionalistického spolku Národní obrana, který měl antisemitskou tendenci. Deklarovaným cílem tohoto sdružení měla být hospodářská emancipace českého národa od cizích, tj. především německých a židovských podnikatelů pod heslem „svůj k svému“. Klecanda byl autorem jejich programového dokumentu (Svůj k svému, 1897), v němž vyzýval občany, aby pokud možno nakupovali pouze české zboží od českých obchodníků, vyhýbali se židovským podnikům a tím postavili hráz hospodářskému úpadku českých sedláků, řemeslníků i výrobců. Vlastenečtí čeští židé tento program kritizovali, protože pokládal za protivníky a vylučoval z národa paušálně všechny, včetně těch, kteří se národních snah účastnili nebo o to snažili; zvolenými prostředky podle nich nebylo možné dojít k přijatelnému soužití. Upozorňovali také na logické rozpory. Národní obrana neměla velkou podporu (uvádělo se cca 1000 členů) a větší národní organizace (např. Národní jednota severočeská a pošumavská) s ní pro přílišný radikalismus a nedostatek pozitivního programu odmítaly spolupracovat. Jejich schůze v srpnu 1897, na níž promluvil Klecanda a někteří další radikální řečníci, byla úředně rozpuštěna, spolek počátkem následujícího roku zrušen kvůli vyvolávání nepřátelských nálad vůči vybraným třídám obyvatel a poškozování jejich hospodářských zájmů a funkcionáři včetně Klecandy trestně stíháni (u trestního soudu osvobozen, poté souzen pro přestupek, konečný výsledek se nepodařilo zjistit).
Roku 1898 byl také zmiňován jako člen ústředního výboru Národní jednoty severočeské. Téhož roku se účastnil demonstrace vlasteneckých mladíků, která skončila potyčkou s policií; následkem toho byl obviněn, že svými výroky popuzoval účastníky proti zasahujícím strážníkům, ale soud ho osvobodil.

### Závěr života
Během první světové války spolu se svými syny hrál aktivní roli v protirakouském hnutí, usiloval o národní sebeurčení, které bylo zakončeno vznikem nové nezávislé republiky. (Mimo jiné podepsal Manifest českých spisovatelů.)
Zemřel v noci z 15. na 16. května 1920, několik dní po prodělané operaci kýly. V matrice je uvedeno datum úmrtí 15. května. Pohřben byl na vyšehradském Slavíně za účasti mnoha osobností veřejného života (zástupci ÚMŠ, Národní jednoty severočeské, novináři, Karel Václav Rais, Josef Václav Myslbek, profesor Karel Domin aj.).

## Dílo
Klecanda byl lidový spisovatel. Snažil se vychovávat čtenáře a tím konat drobnou práci pro národ. Díla jsou tendenční a náročnější uměleckou kritikou byla již v době svého vzniku většinou přehlížená, nicméně z druhé strany oceňovaná pro svou národně osvětový charakter.
Při psaní knih vycházel z novinářské zkušenosti. V jeho díle se spojuje detailní znalost denního života obyčejných lidí se snahou poučovat, nabádat a vychovávat. Jeho povídky a romány z vesnického prostředí se téměř výhradně týkají běžných rodinných, sousedských nebo milostných vztahů. Postavy se nezapojují do širších politických, náboženských či kulturních debat a vnější svět do jeho tradiční vesnice proniká jen okrajově, např. občasnou zmínkou o odbíraných novinách nebo z vyprávění vojenského vysloužilce. Vše žije starým, navenek klidným životem. Oblíbeným tématem jsou např. dlouholeté sousedské spory, milostné vztahy proti vůli rodičů, rozpory v rodině či mravní selhání jednotlivců. Některé jeho beletristické práce jsou ale také z dělnického, vojenského či výjimečně maloměstského prostředí nebo jsou umístěna do minulosti (viz níže).
Dnes je jeho tvorba pro mravoučnou schematičnost pozapomenutá. Výjimečným novinářským počinem zůstává Obrazový zpravodaj z bojiště, který slovem i obrazem přinášel zprvu dvakrát týdně zpravodajství z rusko-japonské války, prvního konfliktu 20. století. V březnu 1905 se autorovi zdálo, že válka a s ní celý projekt bude rychle ukončena; nakonec trvala jeden a půl roku. Přestože české sympatie k Rusům po incidentu u Dogger Banku poněkud ochladly, pozornost čtenářů vytrvala až do konce.
Knižně vyšly například tyto práce:
- Páter Vojtěch (1902 s reedicemi). Mlynář, otec dvou synů, dá jednoho z nich (Vojtěcha) studovat na kněze, aby mohl celé hospodářství věnovat nerozdělené druhému (Karlovi). Zatímco Vojtěch studuje, Karel se dopustil násilného činu, uprchl z vesnice a dal se na vojnu. Po návratu ze semináře Vojtěch potkává doma Frantinu, svou tajnou nenaplněnou lásku z mládí, která se mezitím stala druhou manželkou jeho otce. V jeho duši bouří rozpor mezi milostným citem a povinností vůči svému stavu i nevlastní matce. Zakrátko se vrátí Karel, zhýralý a bezcitný, a během potyčky s otcem zabíjí Frantinu. Nakonec Karel umírá, Vojtěch se uchyluje do kláštera, aby odčinil své pochybnosti i hříchy jeho nejbližších,[71][74] a otec zpytuje svědomí.[75] Román byl roku 1928 zfilmován [76] (režisér Martin Frič, v hlavních rolích Karel Lamač a Marta Fričová-Marwille)[77] a v roce 1930 adaptován na divadelní hru (upravila Božena Vodičková-Olšovská).
- Starý hřích (1904 s reedicemi). Přátelský vztah dvou sousedů a milostný poměr jejich dětí naruší navrátivší se vysloužilý voják, který křivě obviní jednoho z nich z dávné vraždy manželky a vydíráním se z něj snaží získat peníze i ruku jeho dcery. Děj končí všeobecným smířením – vysloužilec se na smrtelném loži přizná ke lži a mladí lidé uzavřou sňatek.[71][74] I tento román byl zfilmován (režisér Miroslav Josef Krňanský, v hlavních rolích Josef Rovenský a Karel Jičínský, premiéra v listopadu 1929).[78][79][80]
- Cizí krev (1907 s reedicemi). Vysloužilý voják se odstěhuje na bohatý statek k mladé vdově, statkářově dceři, a jejímu osiřelému dítěti. Získá si důvěru celé rodiny, ale poté ji rozvrací svou nemorálností. Autor zde varuje před mravním úpadkem mladých mužů na vojně (ovšem není antimilitaristou, uznává i přínos vojenské služby pro tělesnou a duševní zdatnost) a před přijímáním lidí cizorodého, neselského původu na venkov.[81]
- Tvrdé hlavy (1901 s reedicemi), soubor tří kratších povídek z vesnického prostředí (Za půdu otců, České palice, Sousedé)[81][82]
- Ve službách národa (1906 s reedicemi), o těžkém životě českých dělníků v poněmčeném pohraničí a o jejich boji za národnostní práva, zejména o českou školu[83]
- Pod tíhou práce (asi 1904 s reedicemi), dělnický román, popisující sociální boj dělníků se zaměstnavatelem[83][84][85][86] (online)
- Maloměstský apoštol (1903 s reedicemi). Mladý snaživý občan přes odpor konzervativních starousedlíků zvelebuje zaostalé maloměsto organizováním spolků, divadelních představení apod. a postupně si získává důvěru obyvatel. Autor zdůrazňuje význam hospodářské svépomoci (družstevnictví), vzdělanosti, kultury a hledání shody ve veřejném zájmu.[86][87]
- Bludičky (1912?), historicko-politický román z revolučních let 1848-49[87][88]
- Na bojišti (1883), soubor patnácti drobných povídek, odehrávajících se v Itálii během války za nezávislost v letech 1848-49[88][89]
- Z nekrvavé vojny (1905), kniha povídek z vojenského prostředí, popisující zpravidla tragické, smutné příběhy vojáků základní služby, kde sice nechybí zábava a humor, ale jsou vykoupeny tvrdou službou, přísnými předpisy a nejistou budoucností.[90]
- Karacson Aladar (1903), vojenský román s romantickými prvky zasazený do 18. století[90]
- Divoké koření (cca 1902, online), „veselá kniha s pěknými obrázky“[91] (online)
- Prach a broky (1908), soubor humoristických povídek z loveckého prostředí[92] (online)

Mimo žánr beletrie napsal například:
- České dítě patří do české školy (1893)
- Svůj k svému (1897), epištola Národní obrany (online)
- Vznik, rozvoj a zrušení roboty (1898, online)
- Před sčítáním lidu (1900)
- Boj za všeobecné rovné hlasovací právo v Praze (1905, online, viz též Volby do Říšské rady 1907)
- Houby v přírodě a v kuchyni (1913)

Uspořádal almanach Na pomezí (1885) na podporu Českého domu v Teplicích (online) a Almanach bývalých žáků české reálky Pražské (1893, s Františkem Houškou a Karlem Tillerem, online).

## Hodnocení
Současníci si Klecandy vážili pro jeho mimořádnou pracovitost, kdy souběžně přednášel, agitoval, redigoval časopis a psal povídky. Šel vlastní cestou za svým cílem, kterým bylo povznesení národa. Byl vášnivým zastáncem českého státního práva. Jeho povídky byly velmi populární a jeho 50. a 60. narozeniny byly připomínány v tisku. Z literárních kritiků ho hodnotili např. Jan Václav Novák s Arne Novákem (1910), kteří ho zařadili mezi tři nejproduktivnější konvenční novelisty (vedle Františka Sokola-Tůmy a J. L. Hrdiny), a František Sekanina (posmrtně 1920), který ocenil lidově výchovnou tendenci jeho prací, jež bohatě nahrazuje veškeré umělecko-estetické nedostatky.
Za své celoživotní zásluhy byl pohřben na vyšehradském Slavíně.

## Rodina
- 7. ledna 1883 se na Smíchově oženil s Matildou Maškovou (1859-1930), dcerou veřejně činného učitele Jana Ladislava Maška.[97][98] Manželka později přispívala referáty z Národního divadla do rubriky „Pro ty, kdo v divadle nebyli“ ve Svatvečeru[6] a překládala z angličtiny.[99] Z jejich dětí se proslavili:[100]
  - Syn Jan (1883-1964) jako spisovatel pod pseudonymem Jan Havlasa. Byl také československým diplomatem.
  - Syn Vladimír Klecanda (1888-1946) jako historik, archivář a účastník protinacistického odboje
  - Syn Jiří Klecanda (1890-1918), knihovník v Petrohradě, jako významný organizátor legií v Rusku během první světové války.
- Bratr Jindřich Klecanda[3] (1861-1901) byl středoškolský profesor a historik,[101] činný v Příbrami a Novém Bydžově.[102]